# MC5
MC5 er et amerikansk proto-punk band fra byen Detroit.
Bandet blev dannet i 1964, og bestod af forsanger Robin Tyner, guitaristerne Wayne Kramer og Fred "Sonic" Smith, bassist Michael Davis, og trommeslager Dennis Thompson. Bandets navn kommer fra hjembyen Detroit, der populært kaldes Motor City, så selve navnet er en forkortelse for Motor City Five. 
I 1969 udgav MC5 deres første album indspillet live på The Grande Ballroom. Albummet hed "Kick Out the Jams", og titelnummeret vakte megen påstyr da Tyner begynder sangen med at råbe "Right now, it´s time to kick out the jams, motherfuckers". Sangen blev udgivet som single hvor Tyner, i stedet for at råbe "motherfuckers", råbte "brothers and sisters". 
MC5 var meget venstreorienterede, og lavede mange politiske sange f.eks. "Motor City is Burning", om optøjerne i Detroit i 1967, "The American Ruse", om det amerikanske samfund, og "Gotta Keep Moving", også om det amerikanske samfund.
I 1970 udgav de albummet "Back in the USA", der indeholdt sange som "The American Ruse", "Looking at You", og "Tutti-Frutti", en genindspilning af Little Richards klassiker. Disse sange var alle meget korte og lagde uden tvivl grunden for punken selvom lyden er mere som rock ´n´ roll.
I 1971 udgav de deres sidste album, kaldet "High Time". Albummet ses som en vigtig del af den spirende heavy rock kultur og indspirerede band som Aerosmith og Kiss.
Bandet brød op i 1972, pga. intensivt stofmisbrug.

## Diskografi
Albums
- Kick Out the Jams, 1969
- Back in the USA, 1970
- High Time, 1971

Compilations
- Babes in Arms, 1983 (samling af tidlige singler)
- The Big Bang!: Best of the MC5, 2000
- Thunder Express, 1999 (indspillet i 1972)
- Are You Ready To Testify?: The Live Bootleg Anthology, 2005

Box Sets
- Purity Accuracy, 2004

Singles
- I Can Only Give You Everything, 1967
- One of the Guys, 1967
- Looking at You, 1968
- Borderline, 1968
- Kick Out the Jams, 1969
- Motor City is Burning, 1969
- Tonight, 1969
- Shakin' Street, 1970
- The American Ruse, 1970
- Over and Over / Sister Anne, 1971 (aldrig officielt udgivet, kun test eksamplarer eksisterer)